# Кривошип

Пистолет Люгера. При откате затвора кривошипный механизм выводится из положения «мёртвой точки» боковыми выступами рамки, воздействующими на цилиндрические выступы кривошипа на шарнире. Кривошип начинает вращаться и отправляет затвор в крайнее заднее положение.

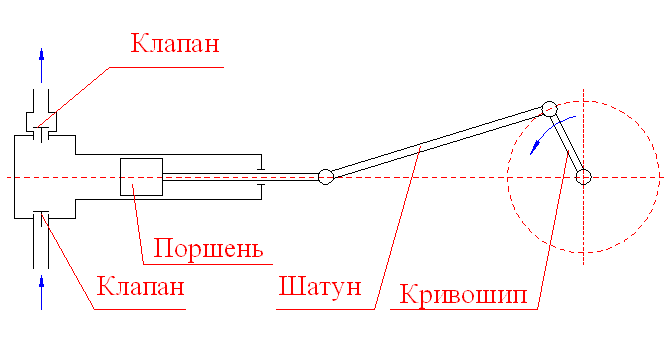
Конструктивная схема простейшего поршневого насоса одностороннего действия

Кривоши́п (устар. моты́ль) — звено кривошипно-шатунного механизма, совершающее циклическое вращательное движение на полный оборот вокруг неподвижной оси. Используется для преобразования кругового движения в возвратно-поступательное и наоборот. Как правило, выступает в роли ведущего звена рычажных и зубчато-рычажных механизмов. Переход от коренной шейки к шатунной, который и образует кривошип, также может называться «щека».

## Кинематика кривошипа

Изображение на кинематической схеме

При рассмотрении кривошипа в качестве входного звена механизмов, независимой переменной является угол поворота кривошипа φ. Его движение может быть как односторонним, так и реверсивным.
Из геометрических параметров выделяют радиус кривошипа r. В центральном кривошипно-шатунном механизме он находится в простейшем кинематическом соотношении с ходом поршня (ползуна):
{\displaystyle S=2r}

## Динамика кривошипа
Как правило, в динамических расчетах ДВС все детали вращательного движения сводят к группе кривошипа с приведенной массой mк сведенной в точку на радиусе r. 
На кривошип действуют внешние силы, приложенные к шатунному шарниру (сила давления газов, силы сопротивления резанию и т.д.). При анализе их обычно раскладывают на тангенциальную и радиальную составляющие. 

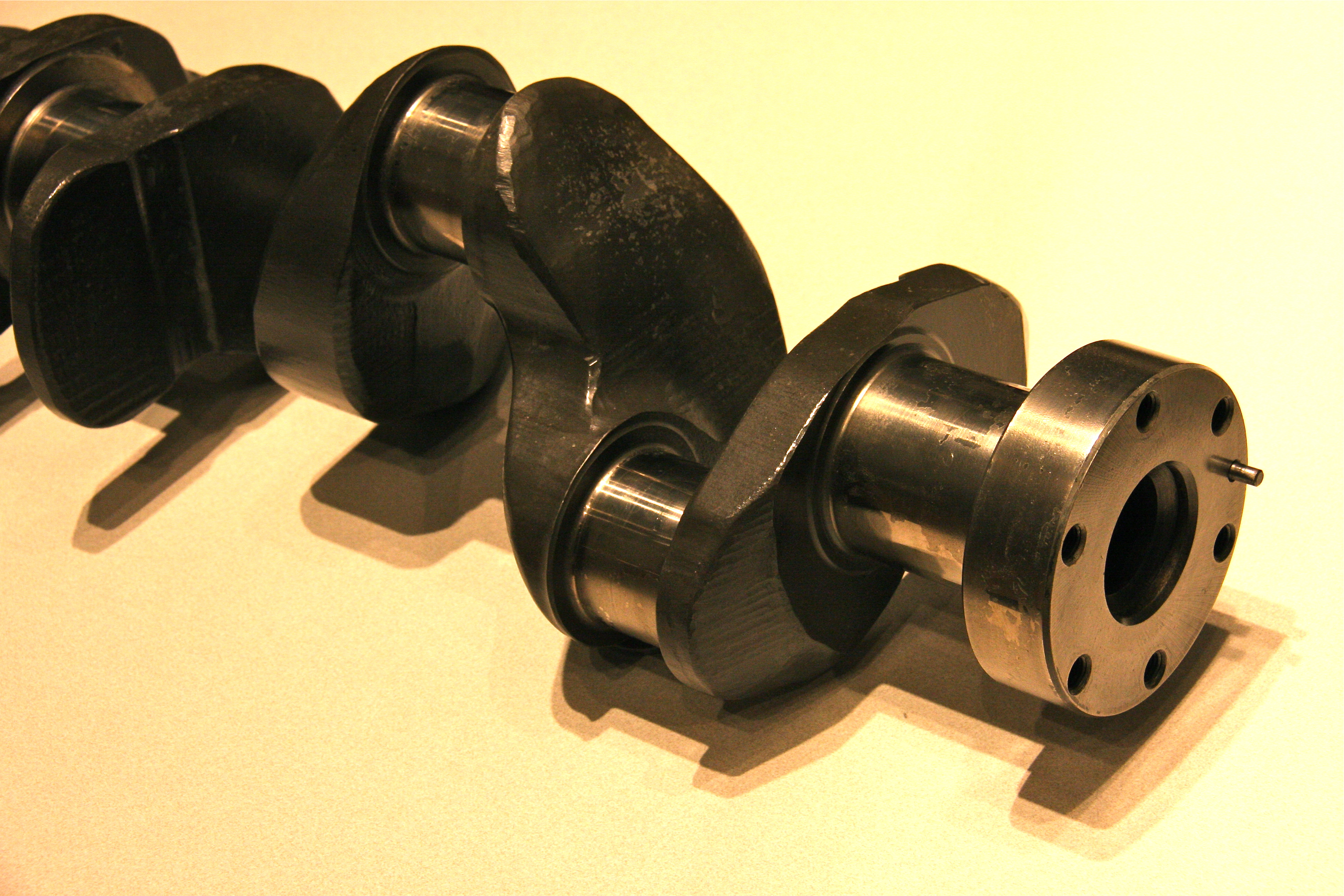
Кривошип (образован коренной и шатунной шейкой и двумя щёками). Прилив напротив шатунной шейки - противовес.

Также на кривошип действует центробежная сила, функция угловой скорости кривошипа:
KR = mк ω2 r
Эта сила является одним из факторов неуравновешенности КШМ. С ней борются установкой противовесов на шейке коленвала. 
Изгибающий момент на кривошип может передаваться только в границах сил трения в шарнире, как правило в реальных конструкциях он незначителен. 
В коренной шейке кривошипа возникают реакции, при анализе раскладываемые на горизонтальную и вертикальную.
В расчетах на прочность в рычажных механизмах обычно проверяют кривошип на сжатие и на разрыв. Кручение как правило отсутствует, а изгиб может появиться у тонких длинных стержней при потере устойчивости.

## История

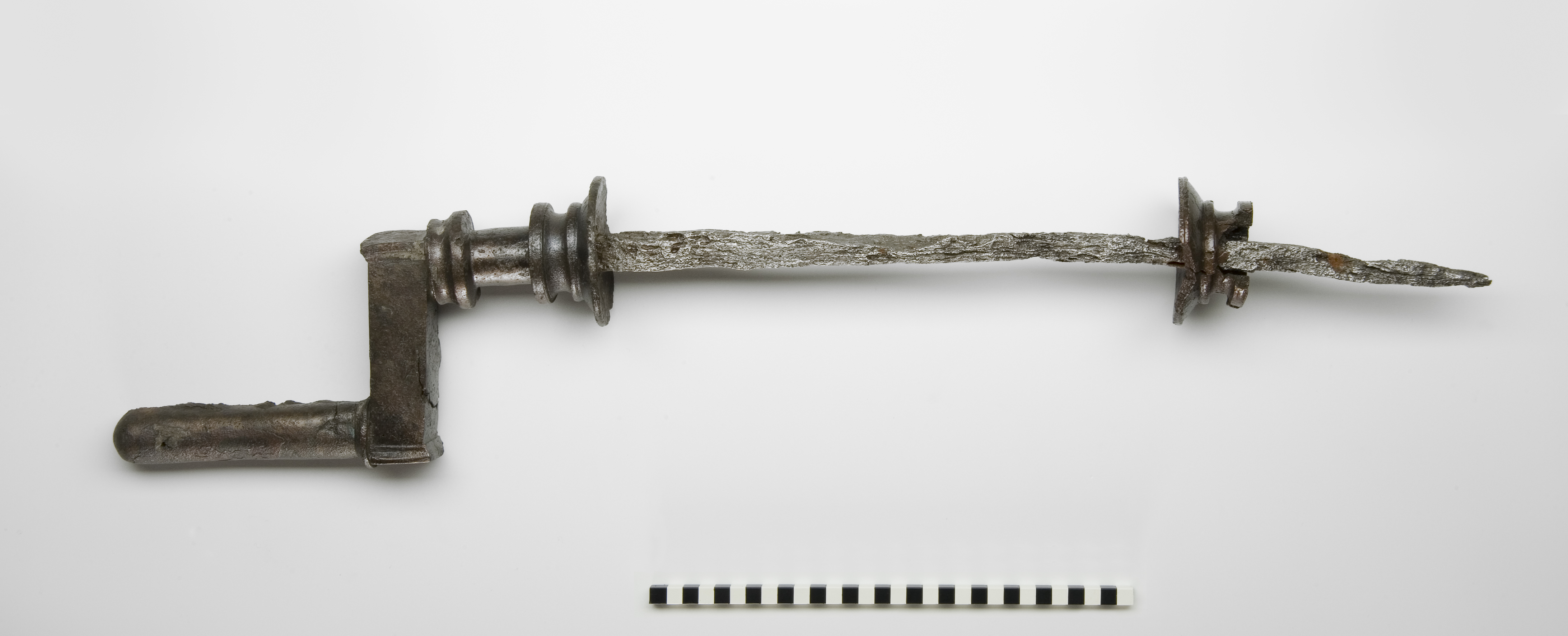
Римская кривошипная ручная дрель из Augusta Raurica, датированная 2-м веком до н.э.

Одним из первых примеров применения идеи кривошипа являются зернотерки. Первоначально в них использовалось поступательное движение жерновов, но в позднем каменном веке изобретены дисковые жернова с приводом от кривошипа.

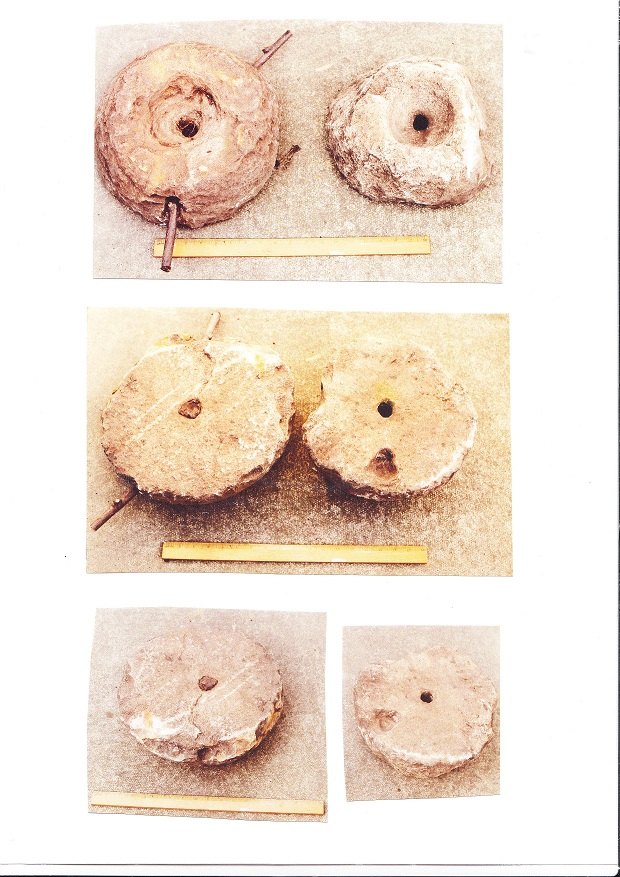
В зернотёрках кривошип представлен неявно, как часть диска. Отверстия вне центра указывают на не сохранившиеся рукояти.

В античности имелся большой набор инструментов использующих кривошип, например дрели-коловороты, в т.ч. для хирургических целей.
Кривошипы применялись в подъемных механизмах, метательных машинах и  т.д. Распространение в странах с системами ирригации получили насосы с круговым приводом от упряжки животных или группы людей, которая воздействовала на кривошип. Аналогично действовали механизмы подъема якоря.
Одна из особенностей кривошипов в древности - сильная привязка к антропометрическим размерам. Как правило механизмы приводились в действие мускульной силой, поэтому радиус кривошипа был не более длины руки человека.

## Технология изготовления

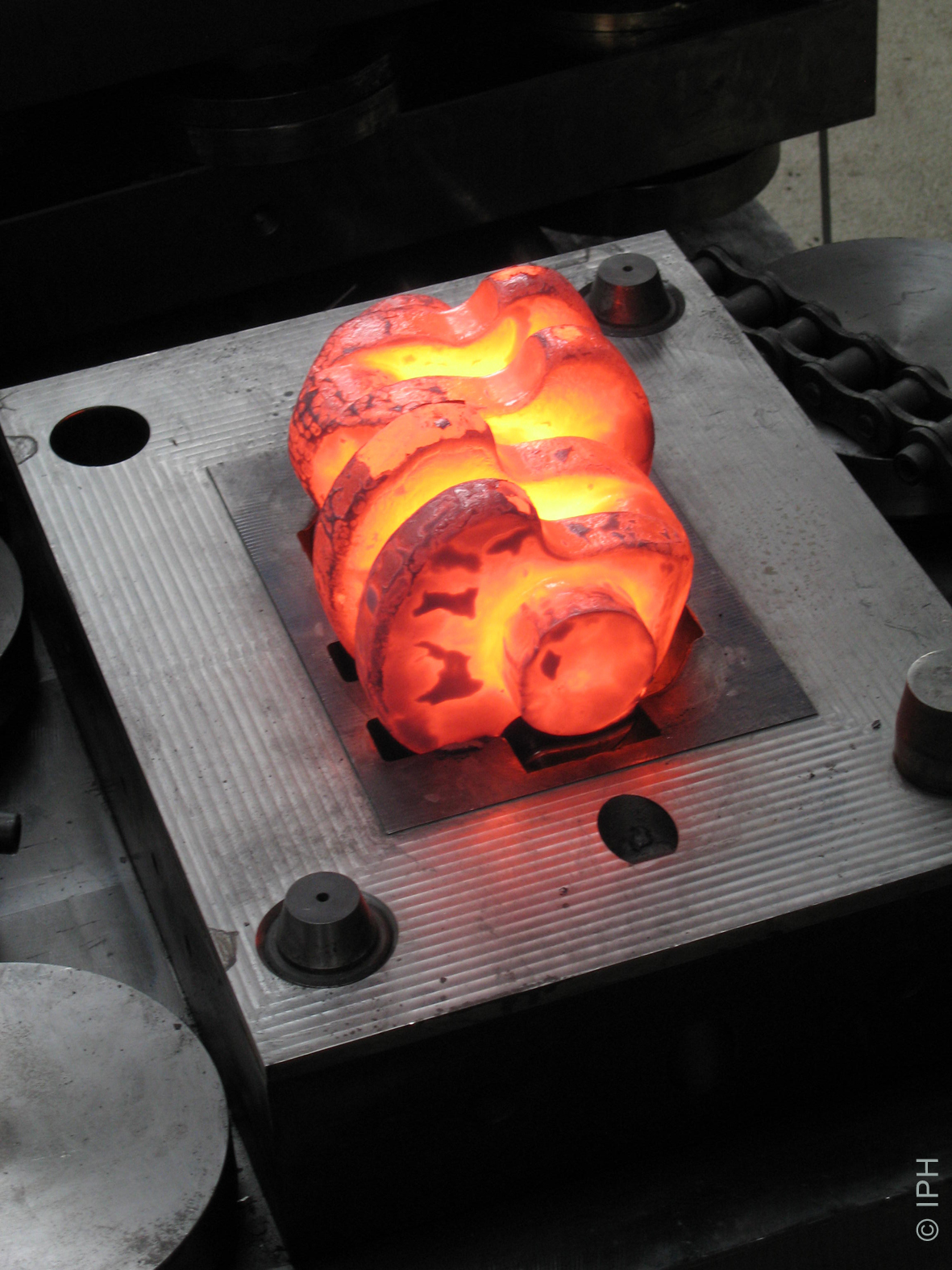
Кованые кривошипы коленчатого вала

В современных машинах кривошип выступает как отдельная деталь, так и как часть коленчатого вала.
Основные методы получения кривошипного колена в составе коленчатого вала:
- литье;
- ковка;
- токарная обработка (требуется центросместитель);
- сборные конструкции.